# Episodi di Quando chiama il cuore (terza stagione)
La terza stagione della serie televisiva Quando chiama il cuore, composta da 8 episodi, è stata trasmessa sul canale statunitense Hallmark Channel dal 21 febbraio al 10 aprile 2016. A seguire, il 25 dicembre, è stato trasmesso anche un aggiuntivo episodio speciale, When Calls The Heart Christmas.
In lingua italiana, la stagione è andata in onda in prima visione assoluta nella Svizzera italiana da RSI LA1 dal 4 al 15 agosto 2017 che ha trasmesso gli episodi nel formato originale.
In Italia, la stagione è stata trasmessa su Rai 1 dal 21 al 26 luglio 2017, con gli episodi accorpati a due a due, ed indicata dal canale come "Stagione 2".
La serie è stata pubblicata su Netflix a partire da agosto 2017, usando i titoli originali in inglese. Lo speciale natalizio è stato inserito all'inizio della stagione 4, ed è stato pubblicato il 1º novembre 2017.
| nº              | Titolo originale               | Titolo italiano               | Prima TV USA     | Prima TV in italiano |
| --------------- | ------------------------------ | ----------------------------- | ---------------- | -------------------- |
| 1               | Troubled Hearts                | Problemi di cuore             | 21 febbraio 2016 | 4 agosto 2017        |
| 2               | A Time to Speak                | C'è un tempo per parlare      | 28 febbraio 2016 | 7 agosto 2017        |
| 3               | Heart of a Hero                | Cuore d'eroe                  | 6 marzo 2016     | 8 agosto 2017        |
| 4               | A Gentle Heart                 | La settimana della gentilezza | 13 marzo 2016    | 9 agosto 2017        |
| 5               | Forever in My Heart            | Per sempre nel mio cuore      | 20 marzo 2016    | 10 agosto 2017       |
| 6               | Heartbreak                     | Cuore spezzato                | 27 marzo 2016    | 11 agosto 2017       |
| 7               | Hearts in Question             | Il matrimonio perfetto        | 3 aprile 2016    | 14 agosto 2017       |
| 8               | Prayers from the Heart         | La frana                      | 10 aprile 2016   | 15 agosto 2017       |
| Speciale Natale | When Calls The Heart Christmas | Il cuore del Natale: Parte 1  | 25 dicembre 2016 | 1º novembre 2017     |
| Speciale Natale | When Calls The Heart Christmas | Il cuore del Natale: Parte 2  | 25 dicembre 2016 | 1º novembre 2017     |